# Skuodas
Skuodas is een stad in het noordwesten van Litouwen in de buurt van de grens met Letland. De rivier Bartuva stroomt door de gemeente. Skuodas heeft een inwonersaantal van 5.808 (2016).
De oudste schriftelijke vermelding van Skuodas stamt uit het jaar 1253. In 1572 kreeg Skuodas stadsrechten.